# 市区 (保定市)
市区，中国旧区名。
市區最初成立於1958年12月11日，1959年11月撤銷。1960年再次由保定市路东、路西两区合置。在今河北省保定市城区。1983年11月15日，保定市属省辖市，撤销市区，分设南市区、北市区和新市区。 